# Joseph François de L'Espée
Pour les articles homonymes, voir De L'Espée.
Joseph François Casimir baron de l'Espée est un homme politique français né le 12 juillet 1793 à Froville (Meurthe) et décédé le 10 novembre 1876 à Tonnoy (Meurthe-et-Moselle).

## Biographie
Neveu du maréchal Ney, il sert dans la garde royale, puis comme capitaine d'état-major. Il est député de la Meurthe de 1833 à 1837 et de 1839 à 1848, soutenant la monarchie de Juillet.
Il est préfet du Gers de 1837 à 1839.

## Sources
- « Dictionnaire des parlementaires français de 1789 à 1889 (Adolphe Robert, Edgar Bourloton et Gaston Cougny) », sur gallica BNF (consulté le 14 décembre 2013)